# Partington
Partington è un paese di 7.327 abitanti, parrocchia civile di campagna di Trafford nella contea della Greater Manchester, in Inghilterra.